# Adhurim
Adhurim är ett mansnamn av albanskan adhurim ’adoration, dyrkan.’
19 män har Adhurim som tilltalsnamn i Sverige (enligt en sökning år 2018).